# Mad Woman
«Mad Woman» (стилизовано строчными буквами) — песня американской певицы Тейлор Свифт, вышедшая 24 июля 2020 года на лейбле Republic Records и вошедшая в её восьмой студийный альбом Folklore. Свифт написала «Seven» вместе с её продюсером, Аароном Десснером. «Mad Woman» — это баллада, которая противостоит газлайтингу и сексистским табу в отношении женского гнева.
Вдохновленная конфликтом Свифт с американским бизнесменом Скутером Брауном в 2019 году, «Mad Woman» включает в себя сатиру и образ охоты на ведьм, изображая старую вдову, презираемую своим городом. Критики оценили сдержанное феминистское послание песни, которое они противопоставили юмору в песне Свифт 2019 года «The Man» и мстительному тону «Look What You Made Me Do» (2017). Песня «Mad Woman» попала в топ-40 песенных чартов в Австралии, Канаде, Сингапуре и на 10 место в американском чарте Billboard Hot Rock & Alternative Songs.
В апреле 2023 года Свифт впервые исполнила песню «Mad Woman» в качестве «песни-сюрприза» вместе с Десснером во время своего шестого хедлайнерского концертного тура the Eras Tour (15 апреля, Тампа).

## Композиция
В «Mad Woman» звучит фортепиано, которое, по мнению Ханны Милреа из NME, напоминает альбом The National 2019 года I Am Easy to Find. Лирически критики интерпретировали песню как критику Свифт сексизма, связанную с социальным табу на женский гнев. Она обращается к гендерным двойным стандартам в таких строках, как «You poke that bear till the claws out / And you find something to wrap your nose around» (Ты тыкаешь медведя, пока он не выпустит когти / И находишь, чем обмотать свою петлю). Строка «And women like hunting witches too» вызывает образы охоты на ведьм. Критики интерпретировали эту часть как ответ Свифт на реакцию других женщин против неё после конфликта о мастер-записях.

## Отзывы
Песня получила положительные отзывы от музыкальных критиков. В Dallas Observer Александра Лэнг похвалила Свифт за то, что в песне «Mad Woman» она поёт о социальных проблемах, написав: «Контраст более мягкой мелодии и язвительного текста иллюстрирует тонкую грань, которую женщины должны переступать в своих эмоциях. Возможно, Свифт повзрослела, но она демонстрирует способность использовать свою музыку для критики системных социальных проблем — не только бывшего бойфренда».
Эрик Мейсон из Slant Magazine посчитал, что «Mad Woman», хотя и является хорошей песней с точки зрения посыла, ей не хватает утончённости, которую демонстрируют другие песни Folklore. Журнал Cosmopolitan провел параллели между повествованием песни и характером Дейенерис Таргариен в сериале «Игра престолов», где Таргариен — сильный женский персонаж, который буквально «сходит с ума» ради трона и имеет другого женского персонажа в качестве своего главного врага. Такие издания как Elite Daily, Delish и Metro также провели аналогичное сравнение.
Роб Шеффилд из Rolling Stone сказал, что «Mad Woman» обостряет феминистскую ярость «The Man» (2019). Критик The Sydney Morning Herald Жизель Ау-Нхиен Нгуен высказала мнение, что «Mad Woman» изображает «ощущение того, что ожидания рушатся», при этом Свифт впервые в своей карьере, насчитывающей более десяти лет, бросает F-бомбу, что она интерпретировала как то, что, несмотря на мягкую текстуру Folklore, Свифт «развивает свою собственную сталь». Маура Джонстон из Entertainment Weekly назвала песню «дополнительным адским ужасом» с вихревым вокалом Свифт и опорным фортепиано. [24] По мнению критика The Independent Ройсин О’Коннор, «Mad Woman» продолжает «мстительную полосу» Свифт, но в отличие от «Look What You Made Me Do» (2017), её гнев «теперь не звучит так хрупко», сравнивая героиню с ведьмой из «Макбета» Уильяма Шекспира. Критик New Statesman Анна Лешкевич определила «Mad Woman» как «меланхоличную балладу, сопоставленную с лирикой, которая кипит от гнева», признавая «сублимированную ярость женщин, которые глотают свой гнев, чтобы не показаться „сумасшедшими“ в обоих смыслах».

## Участники записи
По данным заметок на альбоме.
- Тейлор Свифт — вокал, автор, продюсер
- Аарон Десснер — автор, продюсированиеи, запись, программирование ударных, перкуссия, бас, акустическая гитара, электрогитара, фортепиано, синтезатор
- Брайс Десснер — оркестровка
- Сербан Генеа — микширование
- Джон Ханес — инжиниринг
- Кларис Дженсен — виолончель, запись виолончели
- Джонатэм Лоу — запись
- Джеймс МакАлистер — бит-программирование, синтезаторы, ручная перкуссия, ударные, запись
- Рэнди Меррилл — мастеринг
- Юки Нумата Резник — альт, скрипка
- Кайл Резник — запись альта, запись скрипки

## Чарты
| Чарт (2020)                                  | Высшая позиция |
| -------------------------------------------- | -------------- |
| Австралия (ARIA)                             | 25             |
| Канада (Billboard Canadian Hot 100)          | 38             |
| Португалия (AFP)                             | 162            |
| Сингапур (RIAS)                              | 25             |
| Великобритания (UK Streaming Chart)          | 50             |
| США (Billboard Hot 100)                      | 47             |
| США (Billboard Hot Rock & Alternative Songs) | 10             |

| Чарт (2020)                                   | Позиция |
| --------------------------------------------- | ------- |
| США (Hot Rock & Alternative Songs, Billboard) | 46      |